# Curva de oferta

La curva de oferta muestra la cantidad ofrecida para cada precio del producto. Para un precio igual a P1, la empresa o el conjunto de la industria están dispuestos a vender una cantidad de Q1. Cuando el precio sube hasta P2, la cantidad ofrecida por la empresa es Q2.

La curva de la oferta de la empresa muestra la cantidad que un productor está dispuesto a vender de un bien, a un precio dado, manteniendo constantes los demás factores que pueden afectar a la cantidad ofrecida. 
(Oferta, hace referencia a la cantidad de bienes, productos o servicios que se ofrecen en un mercado bajo unas determinadas condiciones.) 
La relación existente entre el precio y la cantidad ofrecida es directa, ya que a mayor precio, mayor beneficio, por lo que los oferentes están interesados en vender más cantidad de dicho bien.

## Equilibrio del mercado
La curva de oferta, junto con la curva de demanda, es una de las herramientas de análisis teórico que nació con la economía escuela neoclásica para predecir la determinación del precio en un mercado. El punto de intersección entre ambas curvas se conoce con el nombre de equilibrio entre la oferta y la demanda.

## Características
Estamos ante la representación gráfica de lo que la empresa desea producir ante precios hipotéticos.
La curva de oferta es creciente ya que a mayor precio mayor oferta; la curva es convexa hacia el eje de las abscisas (cantidades) y cóncava hacia el eje de las ordenadas (los precios.)

## Oferta de la empresa y del mercado
La curva de oferta puede hacer referencia  a la oferta individual de una empresa, que representa las cantidades y los precios correspondientes a un único oferente o empresario. Si se agregan las cantidades que ofrecen todas las empresas que componen un sector o mercado, se obtiene la denominada curva de oferta del mercado o de la industria, que representa por tanto las cantidades dispuestas a venderse a cada precio en un determinado mercado.

## Factores que influyen en la oferta de un bien

En esta gráfica se muestra un desplazamiento de la curva de oferta desde O1 hasta O2 y su influencia en el equilibrio del mercado que pasa desde P1 hasta P2.

La cantidad ofrecida de un bien es función, es decir depende fundamentalmente, del precio del bien ofertado, de los precios de los demás productos, de los precios de los factores de producción que intervienen en la fabricación de ese bien, de la tecnología existente y de las expectativas.
La curva de oferta muestra la relación matemática existente entre la oferta y el precio del producto, cuando los demás elementos que influyen en la oferta permanecen constantes. Cuando se produce un cambio en uno de los otros factores que influyen, por ejemplo una mejora tecnológica que permite fabricar un producto de forma más barata, este cambio no puede ser explicado por una curva de oferta, porque nos encontraremos que gracias a esta mejora tecnológica la empresa ofrecerá a cualquier precio una cantidad mayor que la inicialmente ofrecida, lo que significa en definitiva un desplazamiento de la curva de oferta. En definitiva cuando varía alguno de los factores que influyen en la oferta, distinto del precio, se produce un desplazamiento de la curva de oferta hacia un lado.

## Elasticidad
La elasticidad de la curva de oferta es el porcentaje en que varía la cantidad de bienes ofrecida cuando el precio de venta varía en un uno por ciento. La elasticidad depende de diversos factores, como: grado de tecnología de la empresa, disponibilidad de los factores necesarios y del tiempo.